# 피트 훅스트라
피터 "피트" 훅스트라(영어: Pieter "Pete" Hoekstra, 1953년 10월 3일 ~ )는 네덜란드 태생의 미국 공화당 소속 정치인이다.

## 역대 선거 결과
| 선거명      | 직책명                      | 대수  | 정당   | 득표율 | 득표수      | 결과 | 당락                   |
| ----------- | --------------------------- | ----- | ------ | ------ | ----------- | ---- | ---------------------- |
| 1992년 선거 | 하원의원 (미시간 제2선거구) | 103대 | 공화당 | 63.05% | 155,577표   | 1위  | 미시간주 하원의원 당선 |
| 1994년 선거 | 하원의원 (미시간 제2선거구) | 104대 | 공화당 | 75.27% | 146,164표   | 1위  | 미시간주 하원의원 당선 |
| 1996년 선거 | 하원의원 (미시간 제2선거구) | 105대 | 공화당 | 65.28% | 165,608표   | 1위  | 미시간주 하원의원 당선 |
| 1998년 선거 | 하원의원 (미시간 제2선거구) | 106대 | 공화당 | 68.75% | 146,854표   | 1위  | 미시간주 하원의원 당선 |
| 2000년 선거 | 하원의원 (미시간 제2선거구) | 107대 | 공화당 | 64.42% | 186,762표   | 1위  | 미시간주 하원의원 당선 |
| 2002년 선거 | 하원의원 (미시간 제2선거구) | 108대 | 공화당 | 70.41% | 156,937표   | 1위  | 미시간주 하원의원 당선 |
| 2004년 선거 | 하원의원 (미시간 제2선거구) | 109대 | 공화당 | 69.34% | 225,343표   | 1위  | 미시간주 하원의원 당선 |
| 2006년 선거 | 하원의원 (미시간 제2선거구) | 110대 | 공화당 | 66.48% | 183,518표   | 1위  | 미시간주 하원의원 당선 |
| 2008년 선거 | 하원의원 (미시간 제2선거구) | 111대 | 공화당 | 62.36% | 214,100표   | 1위  | 미시간주 하원의원 당선 |
| 2012년 선거 | 상원의원 (미시간 제1부)     | 113대 | 공화당 | 37.98% | 1,767,386표 | 2위  | 낙선                   |

## 참고 자료
- 피트 훅스트라 - X